# Jan Pieter Bakker

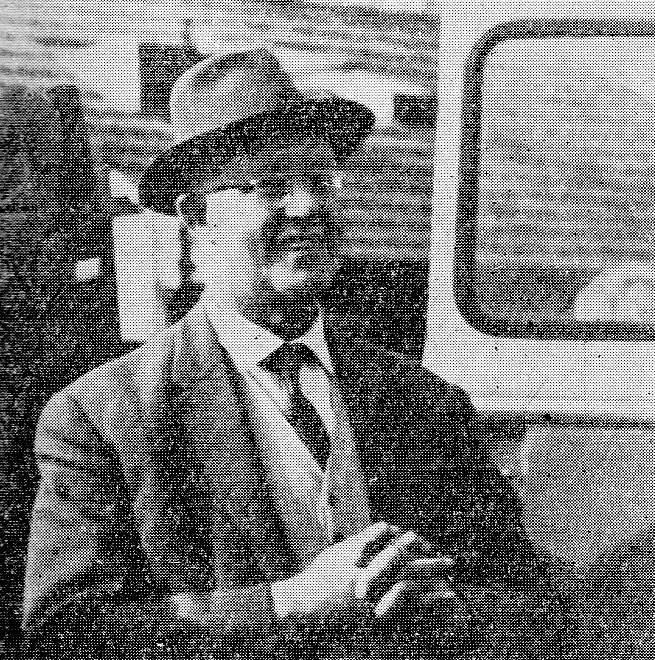
Jan Pieter Bakker

Jan Pieter Bakker, auch Jan P. Bakker (* 21. Juli 1906 in Rotterdam; † 7. April 1969 in Huizen), war ein niederländischer Geomorphologe. 

## Leben
Jan Pieter Bakker studierte an der Universität Utrecht und der Universität Frankfurt am Main Physische Geographie, bestand 1929 in Utrecht das Examen, promovierte am 3. Juni 1930 in Utrecht mit seiner Dissertation Einige Probleme der Morphologie und der jüngsten geologischen Geschichte des Mainzer Beckens und seiner Umgebung, studierte noch ein weiteres Jahr Geologie und Mineralogie an der Technischen Universität Delft und wirkte anschließend als Geographielehrer in Breda.
Im Jahr 1937 wurde Bakker mit dem Lehrauftrag Capita selecta der physischen Geographie Privatdozent an der Universiteit van Amsterdam, war vom 28. November 1939 bis zum 2. Mai 1944 Dozent für Allgemeine Physische Geographie und wurde dann während der Zeit der deutschen Besatzung der Niederlande wegen seiner Weigerung, den Unterricht für Unterzeichner der Loyalitätserklärung, in der diese sich verpflichtet hatten, „jede gegen das Deutsche Reich gerichtete Handlung zu unterlassen“, wieder aufzunehmen, entlassen. Nach der am 5. Mai 1945 erfolgten Befreiung der Niederlande von der deutschen Besatzung wurde er zwei Tage später am 7. Mai 1945 in seiner Funktion als Dozent für Allgemeine Physische Geographie wieder eingesetzt und übernahm dann 1946 an der Universität Amsterdam den Lehrstuhl für Physische Geographie, Klimatologie und Kartografie, den er in der Folge als Leiter des Physikalisch-Geographischen Labors bis an sein Lebensende ausfüllte.
Jan Pieter Bakker führte frühzeitig quantitative Modelle zur Hangentwicklung in die Geomorphologie ein, nutzte Tonminerale in den tertiären Verwitterungsdecken zur Alterseinstufung der Rumpfflächen in den Mittelgebirgen und gilt als einer der Begründer der Angewandten Geomorphologie. 
Er wurde unter der Präsidentschaft des Apothekers und Botanikers Kurt Mothes im Jahr 1963 als Mitglied der Sektion Geographie in die Deutsche Akademie der Naturforscher Leopoldina aufgenommen.
Jan Pieter Bakker wurde mit dem Komturkreuz des Ordens Polonia Restituta ausgezeichnet und war Ehrendoktor der Nikolaus-Kopernikus-Universität Toruń (1964) und der Christian-Albrechts-Universität zu Kiel (1965).

## Schriften (Auswahl)
- Einige Probleme der Morphologie und der jüngsten geologischen Geschichte des Mainzer Beckens und seiner Umgebung. Oosthoek, Utrecht 1930